# Козяк (Костурско)
Козяк е бивше село в Егейска Македония, Гърция, на територията на дем Костур, област Западна Македония.

## География
Селото е било разположено в днешното землище на село Бабчор.

## История
Село Козяк е било малко българско село, изоставено в размирното време в края на XVIII век при конфликта на Али паша Янински и други албански феодали с централната власт. Жителите на Козяк са сред основателите на Бабчор.